# Macromia hermione
Macromia hermione – gatunek ważki z rodziny Macromiidae.